# Мирополь (Житомирская область)
Миро́поль (укр. Миропіль) — посёлок, входит в Житомирский район Житомирской области Украины.

## История
Мирополь являлся местечком Новоград-Волынского уезда Волынской губернии. По состоянию на 1896 год здесь насчитывалось 1386 жителей, действовали винокуренный завод, кирпичный завод, гостиный двор, церковно-приходское и начальное училища, а также три православных церкви, католический костел и два еврейских молитвенных дома.

## Период Второй мировой войны
В ходе Второй мировой войны селение было оккупировано немецкими войсками. В период оккупации здесь был создан концентрационный лагерь (сборный лагерь «К»).
Только за один день 13 октября 1941 года в посёлке было убито 94 еврея (из них 49 детей), а само убийство было запечатлено фотографом, который в 1958 году присягнул, что убийства евреев были совершены украинскими полицаями.
По данным музея Мирополя, всего за время оккупации немецкими войсками было расстреляно в Мирополе около 1000 человек, в том числе лиц еврейской национальности, военнопленных, активистов и простых невинных людей. Палачи, в роли которых выступали отряды вспомогательной полиции, были набраны в том числе и из с. Мирополь и из других сел и городов оккупированной УССР. Их жертвами стали старики, женщины и дети. Руководили расстрелами немецкие офицеры, на рукавах палачей повязки, подтверждено данными из Миропольского музея.
Оборона в период Второй Мировой войны
5 июля 1941 г. к Новоград-Волынскому УР прорвались немецкие танковые части.
Существует 2 версии обороны Ново-Мирополя.  Одна из версий произошедшего далее присутствует в донесении Народного комиссариата внутренних дел (НКВД) в Государственный комитет обороны (ГКО) от 17 августа 1941 г.:
«6 июля у Ново-Мирополя потерпела поражение, понеся большие потери людьми и материальной частью, 199-я стрелковая дивизия. Особый отдел Юго-Западного фронта в связи с этим произвел расследование, в результате которого установлено:
3 июля командующий Юго-Западным фронтом приказал 199-й стрелковой дивизии к утру 5 июля занять и прочно удерживать южный фас Новоград-Волынского укрепрайона.<...>
После занятия района обороны командование дивизии не произвело разведку сил противника, не приняло мер к взрыву моста через р. Случь на данном участке обороны, что дало возможность противнику перебросить танки и мотомехпехоту. <...> Во время паники, создавшейся в подразделениях при наступлении противника, командование не сумело предотвратить начавшееся бегство. Управление штаба дивизии разбежалось. Командир дивизии Алексеев, зам. командира по политчасти Коржев и начальник штаба дивизии Герман оставили полки и с остатками штаба бежали в тыл»[17, c. 487].
Однозначно подтвердить или опровергнуть эту версию по оперативным документам Красной Армии не представляется возможным. Отсутствует даже точная хронология событий.
Однако есть все возможности реконструировать события по немецким документам. В них картина прорыва «Линии Сталина» просматривается несколько иная, нежели в донесении НКВД. Так, в журнале боевых действий (ЖБД) 11-й танковой дивизии он описан следующим образом:
«Боевая группа Ангерна в 2 часа ночи [5 июля – А.И.] выходит авангардом к Ново-Мирополю и ночью перегруппировывается для атаки на город.
В дальнейшем она втянута в упорные бои в западной части города. Хотя предотвратить взрыв мостов русскими не удается, противник вынужден бросить значительную часть своих частей и обозов на западном берегу. Несмотря на упорное сопротивление, эти части опрокинуты и уничтожены танками. В 8 часов утра удается небольшими силами захватить железнодорожный мост южнее Ново-Мирополя. Продолжать наступление здесь пока невозможно, поскольку противник занял здесь очень умело расположенные и хорошо замаскированные в лесах долговременные огневые точки (ДОТ)» [5].
Описание событий в ЖБД XXXXVIII корпуса и 1-й танковой группы в целом соответствует написанному в ЖБД 11-й танковой дивизии. Опираясь на эти данные, можно определенно утверждать, что утверждение в донесении НКВД относительно невзорванного моста верно лишь частично – не взорванным остался железнодорожный мост южнее Ново-Мирополя. 
Мост в самом городе был взорван, и немцам впоследствии пришлось его восстанавливать для нормального снабжения наступающих в сторону Бердичева частей. 
Это также косвенно подтверждается боевым донесением штаба Юго-Западного фронта от 7 июля 1941 г., в котором указывается: «мосты через р.Случь взорваны» [23, д. 112, л. 80].
Также немецкие данные дают нам важную информацию о хронологии прорыва. Немецкие части вышли к Ново-Мирополю еще до назначенного командованием времени занятия обороны 199-й стрелковой дивизии – в ночь с 4 на 5 июля 1941 г. Соответственно планомерный выход на позиции оказался сорван.
Одновременно следует признать, что «паническое бегство» частей 199-й стрелковой дивизии не просматривается – группе Ангерна было оказано серьезное сопротивление. Также в ЖБД 11-й танковой дивизии упоминаются контратаки советских частей. Т.е. если реконструировать события, то они выглядят как упреждение советских частей в занятии обороны и последующая отчаянная контратака с целью вернуть уже захваченное немцами.
Более того, подходящие к Ново-Мирополю с востока части 199-й стрелковой дивизии подверглись утром 5 июля жестокой бомбардировке с воздуха. В отчете о действиях XXXXVIII моторизованного корпуса с 22 июня по 1 ноября 1941 г., ставшим трофеем Красной армии и хранящемся в фонде трофейных документов Центрального архива Министерства обороны РФ (ЦАМО РФ), указывалось:  
«На дорогу Ново-Мирополь–Чуднов, на которой обнаружены колонны противника всех родов войск, в первой половине дня был совершен налет авиации» [8, л. 33].  
В докладе о действиях V авиакорпуса за 5 июля характер ударов описывался следующим образом:
«51-я бомбардировочная эскадра нанесла противнику восточнее Мирополя ударом с бреющего полета (20–40 метров) большие потери бомбами SD-2. Плотная моторизованная колонна, уничтожено 30 грузовиков. Западнее Бердичева внезапной атакой уничтожена плотная моторизованная колонна. У Пятки (20 км северо-западнее Бердичева) уничтожена большая часть из 300 грузовиков. Пятерка Ю-88 атаковала 10 небольших гужевых колонн на проселках и рассеяла их»[4].
Тем самым были созданы все предпосылки к быстрому разгрому 199-й стрелковой дивизии, не участвовавшей ранее в боях и не имевшей никакого боевого опыта. Однако развязка последовала лишь двое суток спустя, когда немецкая 11-я танковая дивизия утром 7 июля возобновила наступление на Бердичев. В оперативной сводке штаба Юго-Западного фронта от 7 июля отмечалось: «Отходящие части 7 ск не оказывали сопротивления в районе Ново-Мирополя и в беспорядке отходили»[22, д. 112, л. 80]. 
Т.е. не бегство послужило причиной прорыва, а прорыв противника привел к отступлению советских стрелковых частей после двух дней боев. Таким образом, документы противника в целом признают факт выполнения своего долга частями 199-й стрелковой дивизии, не подтверждая донесение НКВД. 
Полковник Александр  Николаевич Алексеев командовал 199-й стрелковой дивизией до сентября 1941 г., когда соединение оказалось в киевском «котле».
В сентябре 1941 г. полковник А. Н. Алексеев пропал без вести [25]. Это свидетельствует о том, что донесение НКВД было принято командованием к сведению, но сочтено неубедительным, командира 199-й дивизии не отстранили и не отдали под суд. Выдержка из книги  https://docplayer.ru/41780317-Proryv-linii-stalina-na-ukraine-v-1941-g.html
Статистические данные
В январе 1989 года численность населения составляла 5 690 человек.
По состоянию на 1 января 2013 года численность населения составляла 4746 человек.

## Военные объекты
- 10-й территориальный узел правительственной связи Государственной службы специальной связи и защиты информации Украины (10-й територіальний вузол урядового зв’язку ДССЗЗІ України)

## Известные уроженцы и жители
Бараш Макс Семенович (1935—?) океанолог, доктор геолого-минералогических наук, профессор, сотрудник Института океанологии им. П. П. Ширшова РАН.
- Бардашевский Владимир Семёнович (1938—1987) — Генерал-майор, Начальник направления Главного Оперативного Управления ВС СССР. Погиб при исполнении служебного задания.
- Гиндич, Трофим Александрович (1914—?) — Герой Социалистического Труда.
- Кадощук Тарас Адамович (1929—2016) — советский и украинский хирург, доктор медицинских наук, профессор, лауреат Государственной премии Украинской ССР в области науки и техники 1989 года, заведующий кафедрой хирургии Винницкого национального медицинского университета им. Н. И. Пирогова, создатель и руководитель Винницкого центра хирургии поджелудочной железы, печени и внепеченочных желчных протоков.
- Корнилов, Юрий Георгиевич — советский учёный в области механики.
- Майстерман, Семён Аронович (1932—2015) — советский и российский фотохудожник и фотожурналист, заслуженный работник культуры Российской Федерации (1997), лауреат премии Союза журналистов и Гильдии профессиональных фотографов России «Золотой глаз России».
- Бычковский Алексей Петрович (?—2007) — известный украинский ученый юридических наук. В Запорожском национальном университете торжественно открыли памятную табличку одному из фундаторов факультета, бывшему декану, заведующему кафедрой гражданского права, кандидату юридических наук Бычковскому Алексею Петровичу, который трагически ушел из жизни 7 декабря 2007 года. Теперь кафедра гражданского права носит его имя.
  - Бернард Гантмахер (1892-1955) - американский портной и бизнесмен, основатель компании GANT

## Местный совет
13033, Житомирская обл., Романовский р-н, пгт Мирополь, ул. Центральная, 38.